# Micropholis sanctae-rosae
Espèce
Synonymes
- Pouteria sanctae-rosae Baehni[1]

Statut de conservation UICN

 LC  : Préoccupation mineure
Micropholis sanctae-rosae est une espèce de plantes à fleurs de la famille des Sapotaceae.

## Publication originale
- Flora Neotropica, Monograph 52: 215–217, f. 43B. 1990. (26 Apr 1990)